# 假人参
假人参（学名：Panax pseudoginseng）为五加科人参属的植物。分布在尼泊尔以及中国大陆的西藏等地，生长于海拔2,450米至4,200米的地区，多生长于密林下。

## 别名
人参三七（西藏常用藏药）